# Bernhard Schlink
Bernhard Schlink   (Bielefeld, 6 de juliol de 1944) és un jurista i escriptor alemany. El 1998 va ser nomenat jutge en la cort constitucional de l'estat federal de Rin del Nord-Westfàlia i és professor d'història de la llei en Universitat Humboldt, Berlín, des de gener de 2006.
La seva carrera com a escriptor va començar amb novel·les policíaques tenint com a protagonista un personatge anomenat «Selb» (joc de paraules amb «Jo Mateix»); la seva primera novel·la fou Der Andere. Una altra de les seves novel·les, El nus gordià, va guanyar el premi Glauser el 1989. El 1995 va publicar El lector (Der Vorleser), una novel·la parcialment autobiogràfica sobre un adolescent que té un romanç amb una dona gran que desapareix sobtadament i després se la retroba sent estudiant d'advocacia en un judici als criminals de la Segona Guerra Mundial. El llibre es va convertir en un èxit de vendes a Alemanya i va ser traduït a 39 idiomes. Va guanyar el premi Hans Fallada, el premi Welt, el premi italià Grinzane Cavour, el premi francès Laure Bataillon i el premi Ehrengabe de la Düsseldorf Heinrich Heine Society. L'any 2000 va publicar una col·lecció de contes titulada Set amors en fuga.
El 2008 el director britànic Stephen Daldry va realitzar una adaptació al cinema d'El lector.